# Bandera de la República Socialista Soviética de Moldavia
La bandera de la República Socialista Soviética de Moldavia fue adoptada por la RSS de Moldavia el 31 de enero de 1952. Fue reemplazada por la actual bandera de Moldavia el 27 de abril de 1990. Es una modificación de la bandera nacional de la URSS.

## Descripción
La bandera de la República Socialista Soviética de Moldavia se presenta como un paño rectangular de color rojo con una franja verde en el centro (la cual representa al carácter agrario de la economía en la república), con el martillo y la hoz dorados, y la estrella con bordes dorados en la parte superior del cantón.

## Historia
Entre 1924 y la adopción de la bandera en la década de 1940, parte de Moldavia se organizó como la RSS de Moldavia dentro de la República Socialista Soviética de Ucrania, y utilizó una bandera roja, con la hoz y el martillo de oro en la esquina superior izquierda, sobre los caracteres cirílicos УРСР (URSR, iniciales ucranianas de SSR ucraniano) y los caracteres latinos RSSU . Entre 1929 y 1937, se quitó la hoz y el martillo, y a partir de 1935 se quitaron los caracteres latinos.
En 1940, la bandera era roja con la hoz y el martillo de oro en la esquina superior izquierda, con los caracteres cirílicos РССМ (RSSM) sobre ellos en oro en una fuente serif.
La anterior bandera de la RSS de Moldavia fue establecida el 10 de febrero de 1941. Consistía en una bandera roja, que llevaba en el cantón superior próximo al asta los caracteres cirílicos РССМ (RSSM) en forma arqueada y en un tipo de letra serif sobre la hoz y el martillo en color dorado.
La bandera de Transnistria está basada en esta bandera.

## Banderas históricas

Bandera de la RSS de Moldavia (1925-1937)
Bandera de la RSS de Moldavia (1938)
Bandera de la RSS de Moldavia (1938–1940)
Bandera de la RSS de Moldavia (1941–1952)